# 石井正之助
石井 正之助（いしい しょうのすけ、1912年 - 1990年）は、英文学者、東京学芸大学名誉教授。
東京都生まれ。麹町小学校、旧制豊山中学校を経て、1935年東京外国語学校英語部卒業、50年文部省内地研究員として東京文理科大学在籍。51年ガリオア留学生として米国オハイオ州立大学大学院に学ぶ。69年「ロバート・ヘリック研究」で東京教育大学文学博士。東京学芸大学教授、76年定年退官、名誉教授、白百合女子大学教授。83年退職。

## 著書
- ロバート・ヘリック研究 研究社出版 1968
- 教室英語 研究社出版 1970.5
- 英詩の世界 理解と鑑賞 大修館書店 1976
- 英詩の諸相 様式と展開 大修館書店 1984.3

## 共編著
- 英文解釈の方法と技術 岩崎民平共著 至文堂 1960
- 講座・英語教授法 第4巻 聞き・話す領域の指導 研究社出版 1970
- 講座・英語教授法 第5巻 読む領域の指導 研究社出版 1970

## 翻訳
- イギリス抒情詩集 福原麟太郎共編訳 河出書房 1951 (市民文庫)
- アーサー王と円卓の騎士 シドニー・ラニア編 福音館書店 1972 (福音館古典童話シリーズ)
- 韻律と自由詩 G.S.フレイザー 研究社出版 1973 (文学批評ゼミナール)
- ジョン・ダンの「聖なるソネット」 ピーター・ミルワード 荒竹出版 1981.10 (ルネッサンス双書)
- 夏の夜の夢 シェイクスピア（編注）大修館書店 1987.12 (大修館シェイクスピア双書)
- 英詩珠玉選 大修館書店 1990.6

## 記念論集
- 英学論叢 石井正之助先生古稀記念論文編纂委員 1983.12